# Fernando A. Navarro
Fernando A. Navarro (* 1962) ist ein spanischer Arzt und Linguist.

## Leben
Navarro schloss 1986 sein Studium an der Universidad de Salamanca ab und spezialisierte sich 1991 in klinischer Pharmakologie am Hospital Universitario Marqués de Valdecilla in Santander. Von 1993 bis 2002 arbeitete er als Medizinalübersetzer bei Hoffmann-La Roche in Basel. Er arbeitet heute als Medizinalübersetzer bei verschiedenen Firmen und unterrichtet Medizinalübersetzung an den Universitäten Jaime I und Pompeu Fabra. Er veröffentlichte unter anderem den Diccionario de dudas y dificultades de traducción del inglés médico, Traducción y lenguaje en medicina (1997), Parentescos insólitos del lenguaje (2002) und zahlreiche Fachartikel. Er leitete die technische Koordination des Diccionario de términos médicos (2011) der Real Academia Nacional de Medicina. Für seine wissenschaftsübersetzerische Tätigkeit wurde er mit dem III Premio ESLETRA ausgezeichnet.